# Ladislav Bařinka
Ladislav Bařinka (1. července 1927 Dolní Studénky – 28. července 2020) byl český lékař – plastický chirurg.
Byl emeritním profesorem Kliniky plastické chirurgie Masarykovy univerzity v Brně, kde působil od roku 1955 až do roku 1992. Přednostou kliniky byl od roku 1984 až do roku 1992.

## Profesní kariéra
V roce 1955 ukončil lékařské studium na MU v Brně. Lékařskou praxi zahájil v tomtéž roce na Státním ústavu pro plastickou chirurgii. První atestaci ze všeobecné chirurgie složil v roce 1958 a v roce 1959 byl jmenován odborným asistentem na klinice plastické chirurgie. V roce 1961 složil II. atestační zkoušku z plastické chirurgie u profesora MUDr. Františka Buriana.
Již v této době publikoval v odborných časopisech. Pro své novátorské postupy v oboru byl pozván v roce 1964 ke stáži na klinickém pracovišti plastické chirurgie v Innsbrucku a poté v roce 1966 do Churchill Hospital Oxfordské univerzity, kde přednášel o rekonstrukci boltce.
V tomtéž roce obhájil kandidátskou dizertační práci s problematikou Kamptodaktylia a stal se CSc. V roce 1968 pracoval na plastickém departementu Mount Vernon Hospital v Londýně. Odtud byl pozván při příležitosti 100. výročí Manhattanské nemocnice v USA, kde přednášel své nové postupy při rekonstrukci boltce. Po návratu do vlasti obhájil v roce 1969 tuto práci a byl jmenován docentem plastické a rekonstrukční chirurgie. Na jaře roku 1979 obhájil doktorskou práci o léčbě lymfedémů a 6. 10. 1981 se stal doktorem věd. V roce 1982 byl jmenován profesorem pro plastickou chirurgii na UJEP v Brně. Poté byl jmenován přednostou kliniky, kde se věnoval novým postupům při léčení lymfedémů, replantacím, rozštěpům u dětí a novým chirurgickým postupům při úrazech a chorobách z oboru plastické a rekonstrukční chirurgie. K předání těchto nových postupů byl mnohokráte pozván na zahraniční kliniky v Evropě a Spojených státech. S velikou energií řídil kliniku a za jeho vedení bylo v ní vybudováno moderní replantační a audiovizuální centrum pro rozvoj mikrochirurgických disciplín.
Po skončení 42letého působení na Klinice plastické chirurgie Fakultní nemocnice u sv. Anny v Brně a LF MU v Brně vybudoval plastickou chirurgii v Teshreen hospitalu v syrském Damašku a po návratu ještě 18 roků pracoval úspěšně v soukromém ambulantním zařízeni. Během své 60leté praxe provedl přes 40 000 operací na českých i zahraničních klinikách. Je autorem 22 patentů v ČR a spoluautorem 3 světových patentů.
V roce 2012 byl oceněn udělením Medaile Za zásluhy.
Publikace Plastická a rekonstrukční chirurgie získala roku 2017 Cenu Josefa Hlávky za vědeckou literaturu. 
Zemřel v rodinném kruhu 28. července 2020 po dlouhé nemoci ve věku třiadevadesáti let.

## Členství
Během aktivního působení na Klinice plastické chirurgie byl členem v Čsl. společnosti plastické chirurgie i členem německé společnosti IPRAS a DAM (Deutschsprachige Arbeitsgemeinschaft für Mikrochirurgie der peripheren Nerven und Gefäße).

## Publikační činnost
- Ladislav Bařinka, Plastická a rekonstrukční chirurgie, Nakladatelství Masarykovy univerzity, Brno 2016, ISBN 978-80-210-7338-8

Jeho publikační činnost byla uzavřena 114 vědeckými pracemi a dvěma monografiemi. Jeho práce byly přeloženy a vydány v německém i anglickém jazyce.